# Ньютаун Тауншип (округ Делавер, Пенсільванія)
Ньютаун Тауншип (англ. Newtown Township) — селище (англ. township) в США, в окрузі Делавер штату Пенсільванія. Населення — 15 002 особи (2020).

### Клімат
| Клімат : Ньютаун Тауншип | Клімат : Ньютаун Тауншип | Клімат : Ньютаун Тауншип | Клімат : Ньютаун Тауншип | Клімат : Ньютаун Тауншип | Клімат : Ньютаун Тауншип | Клімат : Ньютаун Тауншип | Клімат : Ньютаун Тауншип | Клімат : Ньютаун Тауншип | Клімат : Ньютаун Тауншип | Клімат : Ньютаун Тауншип | Клімат : Ньютаун Тауншип | Клімат : Ньютаун Тауншип | Клімат : Ньютаун Тауншип |
| Показник                 | Січ.                     | Лют.                     | Бер.                     | Квіт.                    | Трав.                    | Черв.                    | Лип.                     | Серп.                    | Вер.                     | Жовт.                    | Лист.                    | Груд.                    | Рік                      |
| Середній максимум, °C    | 3,7                      | 5,4                      | 10,2                     | 16,8                     | 22,3                     | 27,2                     | 29,6                     | 28,6                     | 24,9                     | 18,6                     | 12,3                     | 5,9                      | 17,2                     |
| Середня температура, °C  | −0,9                     | 0,6                      | 4,8                      | 10,9                     | 16,2                     | 21,4                     | 24,0                     | 23,2                     | 19,1                     | 12,8                     | 7,1                      | 1,4                      | 11,8                     |
| Середній мінімум, °C     | −5,4                     | −4,3                     | −0,6                     | 4,9                      | 10,1                     | 15,6                     | 18,4                     | 17,7                     | 13,2                     | 6,9                      | 1,9                      | −3                       | 6,3                      |
| Норма опадів, мм         | 85                       | 71                       | 99                       | 98                       | 104                      | 100                      | 120                      | 99                       | 118                      | 98                       | 92                       | 99                       | 1182                     |
| Вологість повітря, %     | 68.3                     | 65.0                     | 60.5                     | 59.4                     | 63.2                     | 68.2                     | 68.2                     | 70.5                     | 71.7                     | 70.5                     | 69.7                     | 70.8                     | 67.2                     |
| ------------------------ | ------------------------ | ------------------------ | ------------------------ | ------------------------ | ------------------------ | ------------------------ | ------------------------ | ------------------------ | ------------------------ | ------------------------ | ------------------------ | ------------------------ | ------------------------ |
| Джерело: PRISM           |                          |                          |                          |                          |                          |                          |                          |                          |                          |                          |                          |                          |                          |

## Демографія
Згідно з переписом 2010 року, у селищі мешкало 12 216 осіб у 4871 домогосподарстві у складі 3258 родин. Було 5265 помешкань
Расовий склад населення:
| - 94,6 % — білих - 3,3 % — азіатів - 0,9 % — чорних або афроамериканців - 0,1 % — корінних американців |

До двох чи більше рас належало 0,8 %. Частка іспаномовних становила 1,2 % від усіх жителів.
За віковим діапазоном населення розподілялося таким чином: 21,2 % — особи молодші 18 років, 56,6 % — особи у віці 18—64 років, 22,2 % — особи у віці 65 років та старші. Медіана віку мешканця становила 47,3 року. На 100 осіб жіночої статі у селищі припадало 91,2 чоловіків;  на 100 жінок у віці від 18 років та старших — 86,7 чоловіків також старших 18 років.
Середній дохід на одне домашнє господарство  становив 137 212 долари США (медіана — 79 626), а середній дохід на одну сім'ю — 171 732 долари (медіана — 106 939). Медіана доходів становила 86 607 доларів для чоловіків та 47 610 доларів для жінок. За межею бідності перебувало 4,6 % осіб, у тому числі 3,9 % дітей у віці до 18 років та 3,5 % осіб у віці 65 років та старших.
Цивільне працевлаштоване населення становило 5620 осіб. Основні галузі зайнятості: освіта, охорона здоров'я та соціальна допомога — 25,0 %, науковці, спеціалісти, менеджери — 12,8 %, фінанси, страхування та нерухомість — 12,7 %.